# Złotorost postrzępiony

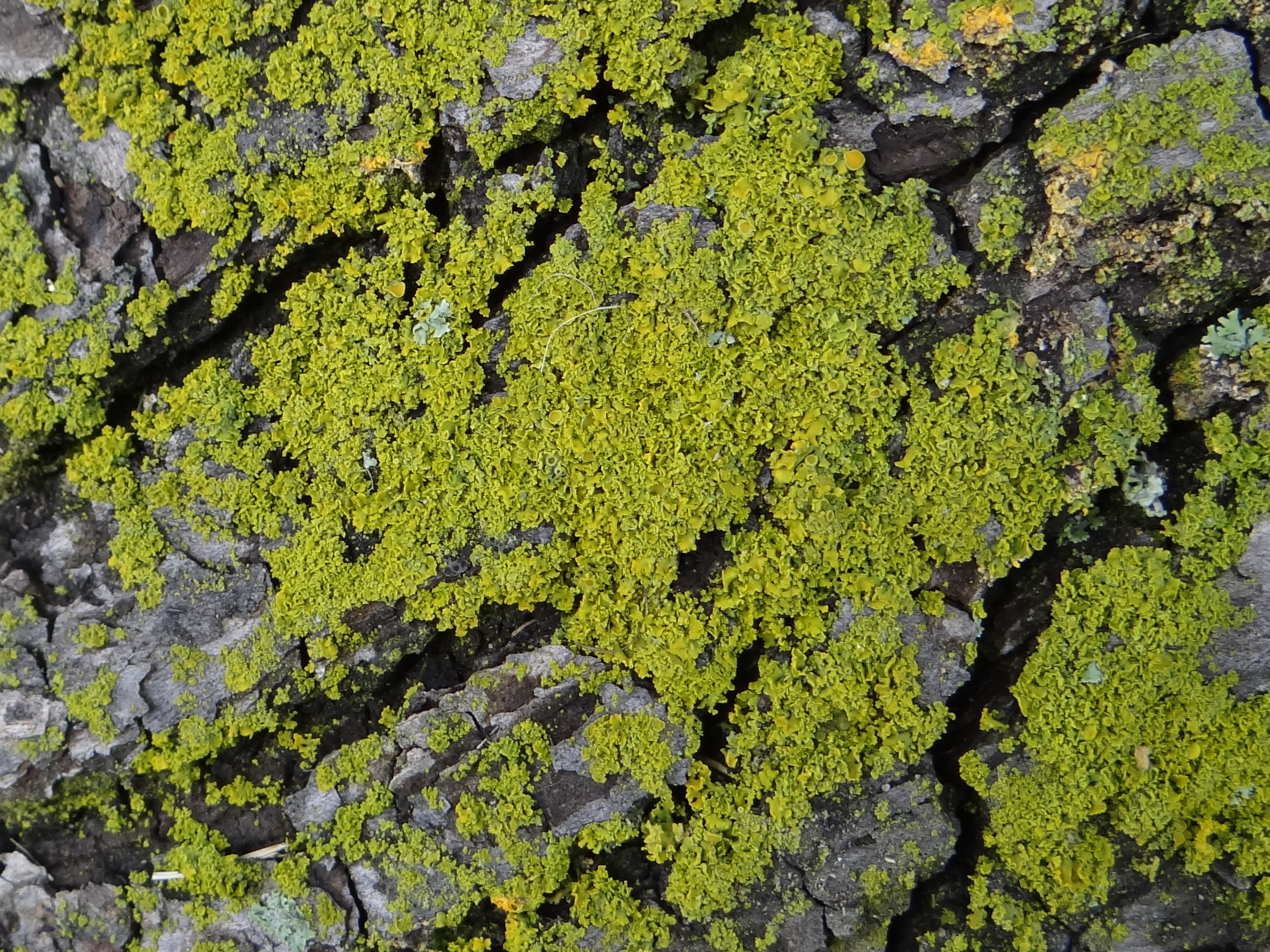
Plechy tworzą zwykle gęste murawki

Złotorost postrzępiony (Polycauliona candelaria (L.) Frödén, Arup & Søchting) – gatunek grzybów z rodziny złotorostowatych (Teloschistaceae). Ze względu na symbiozę z glonami zaliczany jest do porostów.

## Systematyka i nazewnictwo
Pozycja w klasyfikacji według Index Fungorum: Polycauliona, Teloschistaceae, Teloschistales, Lecanoromycetidae, Lecanoromycetes, Pezizomycotina, Ascomycota, Fungi.
Po raz pierwszy gatunek ten zdiagnozowany został w 1753 r. przez Karola Linneusza jako Lichen candelarius. Potem zaliczany był do różnych rodzajów, m.in. do rodzaju Xanthoria (złotorost), i pod taką nazwą opisywany był w polskim piśmiennictwie mykologicznym. Obecną, uznaną przez Index Fungorum nazwę nadali mu w 2012 r. Frödén, Arup & Søchting przenosząc go do rodzaju Polycauliona (synonimizowany z Caloplaca). Nazwa polska stała się od tego czasu niespójna z nazwą naukową.
Synonimów nazwy naukowej posiada około 40. Jednym z nich jest Xanthoria candelaria (L.) Th. Fr. 1861.
Nazwa polska według Krytycznej listy porostów i grzybów naporostowych Polski.

## Morfologia
Tworzy listkowatą plechę z glonami protokokkoidalnymi. Plecha jest najczęściej nieregularna, rzadziej rozetkowata lub poduszeczkowata i osiąga szerokość do kilku cm. Jest głęboko wcinana, a jej odcinki mają długość i szerokość 1–2 mm i są płaskie. Nasady odcinków przylegają do podłoża, zewnętrzne części zaś odginają się. Końce odcinków są postrzępione lub wcinane, poszerzone lub równowąskie. Górna powierzchnia plechy jest matowa, koloru od intensywnie żółtego do żółtopomarańczowego, dolna jest biaława lub żółtawa. Chwytników brak, lub są rzadkie, jasne. Reakcje barwne: górna powierzchnia: K + fioletowy, C –, KC –.
Górna powierzchnia plechy może być gładka, lub pokryta granulkowatymi, marginalnymi lub półmarginalnymi urwistkami. Owocniki typu apotecjum lekanorowego są niezbyt liczne. Mają średnicę do 2 mm, tarczkę tej samej barwy co plecha, a brzeżek plechowy cienki i gładki, lub pokryty urwistkami. W jednym worku powstaje po 8 bezbarwnych askospor. Są dwukomórkowe, mają przegrodę z kanalikiem i rozmiar 9–15 × 5–9 μm. Pyknidia są zagłębione w plesze i mają taki sam kolor, lub są nieco ciemniejsze od plechy. Pykniospory są elipsoidalne i mają rozmiar 2,3–3 × 1–1,5 μm.

## Występowanie i siedlisko
Gatunek szeroko rozprzestrzeniony; występuje na wszystkich kontynentach, łącznie z Antarktydą. W Polsce pospolity na terenie całego kraju. Rośnie na korze drzew, zarówno liściastych, jak i iglastych (rzadziej), a także na skałach krzemianowych.